# Тар (приток Карадарьи)
Тар — река в Кара-Кульджинском районе Ошской области Кыргызстана, левая составляющая Карадарьи. Длина 147 км, площадь бассейна 3840 км². Река берёт начало в юго-западных склонах Ферганского и в северных склонах Алайкууйского хребта. Образуется слиянием рек Ой-тал и Алай-куу. Среднегодовой расход воды 46,7 м³/с., наибольший 248 м³/с (июнь), наименьший 8,19 м³/с (январь). Половодье в июне-июле.